# 46977 Краків
46977 Краків (46977 Krakow) — астероїд головного поясу, відкритий 18 вересня 1998 року.
Тіссеранів параметр щодо Юпітера — 3,277.